# فرانسیس جنینگز کیزمنت
فرانسیس جنینگز کیزمنت (انگلیسی: Frances Jennings Casement; Did not recognize date.  Try slightly modifying the date in the first parameter. – ۱۹۲۸ (۸۷−۸۸ سال)) از فعالان حقوق زنان و حق رأی اهل ایالات متحده آمریکا بود.